# オゾワール＝ラ＝フェリエール
オゾワール＝ラ＝フェリエール （Ozoir-la-Ferrière）は、フランス、イル＝ド＝フランス地域圏、セーヌ＝エ＝マルヌ県のコミューン。

## 地理
ブリー地方に属する。

## 交通
- 道路 - N142
- 鉄道 - RER E線

## 歴史
モンテティ（Monthéty）またはモンテリ（Monthély）という名の森の中に、1162年、パリ司教が修道院を創設した。モンテティの名は20世紀初頭まで移動遊園地の場所として残っていたが、1930年代にN4道路沿いに移動してから世界大戦後に消えてしまった。オゾワールとは、ロータシズムとは逆の現象で生まれた名称で、元はオラトリオを意味するoratoriumであった。
オゾワール＝ラ＝フェリエールは、パリからの鉄道路線沿いにある他コミューン同様に、世界大戦後に劇的に人口が増加した地である。

## 姉妹都市
- スウォーズ、アイルランド
- エスポセンデ、ポルトガル